# Manuel Nin

Wappen von Manuel Nin

Manuel Nin OSB (* 20. August 1956 in El Vendrell, Katalonien, Spanien) ist griechisch-katholischer Exarch von Griechenland.

## Leben
Manuel Nin trat der Ordensgemeinschaft der Benediktiner im Kloster Montserrat bei und legte am 26. April 1977 die zeitliche sowie 1980 die ewige Profess ab. Am 18. April 1998 empfing Nin das Sakrament der Priesterweihe. 1999 wurde er Rektor des Päpstlichen Griechischen Kollegs vom Hl. Athanasius in Rom.
Am 2. Februar 2016 ernannte ihn Papst Franziskus zum Titularbischof von Carcabia und bestellte ihn zum griechisch-katholischen Exarchen von Griechenland. Sein Amtsvorgänger Dimitrios Salachas spendete ihm am 15. April desselben Jahres die Bischofsweihe. Mitkonsekratoren waren der Erzbischof von Athen, Sevastianos Rossolatos, und der Bischof von Lungro, Donato Oliverio. Die Amtseinführung fand am 29. Mai 2016 statt.